# Садовени (Ботошани)
Садовени (рум. Sadoveni) насеље је у Румунији у округу Ботошани у општини Манољаса. Oпштина се налази на надморској висини од 98 m.

## Становништво
Према подацима из 2002. године у насељу је живело 533 становника, од којих су сви румунске националности.